# 巴西石油龙属

体型比较

巴西石油龙（属名：Petrobrasaurus）是植食性蜥脚类恐龙的一个属。它是种生存于如今阿根廷巴塔哥尼亚晚白垩世（科尼亚克阶至桑托阶）林孔-德洛斯绍塞斯的泰坦巨龙类，所知于正模标本MAU-Pv-PH-449，为阿根廷内乌肯盆地普洛捷组发现的部分脱节骨骼。本属由莱昂纳多·菲力皮（Leonardo S. Filippi）、何塞·伊格纳西奥·卡努多（José Ignacio Canudo）、莱昂纳多·萨尔加多（Leonardo J. Salgado）、亚伯托·加里多（Alberto C. Garrido）、罗多尔夫·加西亚（Rodolfo A. Garcia）、伊格纳西奥·塞尔达（Ignacio A. Cerda）和亚历山德罗·奥特罗（Alejandro Otero）于2011年命名，模式种是埃尔南德斯站巴西石油龙（Petrobrasaurus puestohernandezi）。属名取自“巴西石油”（石油公司名）及希腊语saurus（蜥蜴）。种名取自发现化石遗骸的埃尔南德斯站油田（Puesto Hernández）。